# Ytterbyn (Vännäs)
Ytterbyn is een plaats in de gemeente Vännäs in het landschap Västerbotten en de provincie Västerbottens län in Zweden. De plaats heeft 62 inwoners (2005) en een oppervlakte van 8 hectare. De plaats ligt aan de rivier de Umeälven.